# Cratere Ninzi
Ninzi  è un cratere sulla superficie di Venere.